# Guill Schmitz
Guillaume (Guill) Schmitz (Luxemburg, 24 september 1926 – aldaar, 4 november 1987) was een Luxemburgs kunstschilder en zanger.

## Leven en werk
Guill Schmitz groeide op in Moesdorf. Hij studeerde aan de École nationale supérieure des beaux-arts in Parijs. 
In Parijs kreeg hij zijn eerste opdracht, voor een driedelige fresco op de wand achter het Moeder Godsaltaar in de église Saint-Joseph-Artisan, de kerk van de Mission France-Luxembourg.
In 1948 vormde hij met studiegenoten Lé Tanson en Gaston Picard  de l'Equipe parisienne, zij exposeerden in dat jaar samen in Mondorf en Metz. Schmitz werd lid van de kunstenaarsvereniging Cercle Artistique de Luxembourg (CAL), waar hij van 1949 tot 1963 deelnam aan de salons. Verder exposeerde hij onder meer samen met Michel Breithoff, Jean-Pierre Junius en Aurelio Sabbatini bij Galerie Bradtké (1953). In 1954 won hij de Prix de la jeune peinture luxembourgeoise op de Salon du CAL. Naast zijn werk als kunstenaar was Schmitz in dienst bij de P&T Luxembourg.
Schmitz was ook actief in de klassieke muziek. Hij begon als jongenssopraan bij het mannenkoor in Moesdorf, hij kreeg later als dirigent de leiding over het koor. Schmitz' stem ontwikkelde zich tot een diepe bas en hij trad meermaals op als solozanger. In 1962 voegde hij zich bij het door Pierre Nimax sr. gevormd Quatuor Vocal du Luxembourg. Het kwartet had zo'n 30 optredens per jaar, maakte in 1979 een tournee door de Verenigde Staten en bracht een aantal lp's uit. In 1978 ontving Schmitz met zijn kwartetcollega's Nico Hames en Laurens Koster de gouden medaille van de Orde van de Eikenkroon.
Guillaume Schmitz overleed op 61-jarige leeftijd.

## Enkele werken
- 1948 fresco in de église Saint-Joseph-Artisan, Rue La Fayette in Parijs.
- 1953 kruisweg (fresco) in de parochiekerk van Wiltz.[7]
- 1960 ontwerp vaandel voor de brandweer van Moesdorf-Pettingen.[8]
- 1980 ontwerp vaandel voor het kinderkoor uit Neudorf-Weimershof.[9]

## Onderscheidigen
- 1954 Prix de la jeune peinture luxembourgeoise
- 1959 1e prijs Salon international des finances, Antwerpen[10]

- Musée national d'archéologie, d'histoire et d'art: lkl000821